# Mortal Kombat: Arcade Kollection
Mortal Kombat: Arcade Kollection es un videojuego desarrollado por NetherRealm Studios en el año 2011. El juego contiene remakes de los juegos originales de Mortal Kombat, contiene algunas mejoras a los juegos originales. Está disponible para Xbox 360, PlayStation 3 y PC; en consolas domésticas puede ser descargado mediante Xbox Marketplace y PlayStation Network.

## Juegos y novedades
Incluye el Mortal Kombat original, Mortal Kombat II y el Ultimate Mortal Kombat 3, lo que diferencia la versión Ultimate de la normal es la adición de personajes jugables. Básicamente contiene todo lo que tenían las versiones originales de estos juegos, lo único que cambia es que son adaptados a las nuevas plataformas. Otros cambios notables son: la adición del modo en línea (que es considerado el principal atractivo del juego) y sistema de logros y trofeos. Además se pueden modificar diversas cosas del juego mediante un menú interactivo que no estaba presente en los juegos originales. Antes de comenzar el juego una guía puede ser ubicada en la parte inferior de la pantalla, esta sirve para demostrarle a los nuevos jugadores los secretos del juego.
Nada del modo de juego de las versiones originales, es cambiada en esta versión. El modo en línea incluye peleas igualadas, combates amistosos y al igual que otros títulos de pelea, Salas.

## Recepción
Mortal Kombat Arcade Kollection ha recibido críticas mixtas. La conclusión de varios expertos, es que no es nada espectacular, ya que las únicas adiciones notables son el modo en línea. En IGN se le dio una calificación de 6 (de acuerdo), Jack DeVries dijo que: «Las únicas características que valían la pena, eran las que estaban en el modo online. No voy a durar mucho jugando Arcade Kollection, pero será muy entretenido acordarme de como derrotar a Motaro».